# Bonneville-sur-Touques
Bonneville-sur-Touques är en kommun i departementet Calvados i regionen Normandie i norra Frankrike. Kommunen ligger i kantonen Pont-l'Évêque som ligger i arrondissementet Lisieux. År 2022 hade Bonneville-sur-Touques 323 invånare.

## Befolkningsutveckling
Antalet invånare i kommunen Bonneville-sur-Touques
Referens: INSEE